# Фалшьопинг (община)
Община Фалшьопинг (на шведски: Falköpings kommun) е разположена в лен Вестра Йоталанд, югозападна Швеция с обща площ 1071 km2 и население 31 988 души (към 31 декември 2013). Административен център на община Фалшьопинг е едноименния град Фалшьопинг.